# Hystricephala nigra
Hystricephala nigra là một loài ruồi trong họ Tachinidae.